# Yankee
Yankee (engelska, uttal: /'jæŋki/) är ett engelskt smeknamn eller slanguttryck för att beteckna en person med amerikansk (USA) nationalitet eller från vissa delar av USA, särskilt någon från nordstaterna ("nordstatsbor") eller delstaten New York och regionen New England, eller ännu mer specifikt dem som härstammar från de engelska nybyggare som anlände under kolonialtiden. Begreppet används ibland som ett nedtryckande skällsord, speciellt historiskt, för att hänvisa till USA eller nordstaterna som något negativt.

## Internationell användning

### Sverige
I Sverige förekommer begreppet i försvenskad form: jänkare, med ungefär samma betydelse som det engelska begreppet. Det förekommer även utan slutvokal som förled i sammansättningar: jänkar-, exempelvis "jänkarbil", "jänkarbuffé", etc.
Det används även som slanguttryck för bilklassen "amerikanare", stora personbilar och muskelbilar som stilmässigt utformats enligt amerikansk 1950-, 1960- och 1970-talsstil.

### Finland
I Finland förekommer begreppet i förfinskad form: jenkki, med ungefär samma betydelse som det engelska begreppet. En böjd variant är Jenkkilä (jenkki + -lä), ungefär "jänkara" (jänkar + -a) och avser USA eller dylikt. 

### Japan
I Japan används ordet (japanska: ヤンキー, yankī) i regel för att beteckna ungdomsbrottslingar (arketypiskt gängmedlemmar med blonderat hår etc.).

## Källhänvisningar
1. ↑  "yankee". NE.se. Läst 12 oktober 2014.
2. ↑  Svenska Akademiens ordböcker (SAOL, SO och SAOB) på Svenska.se: jänkare
3. ↑  amerikanare i SAOL, årgång 2015